# Langtang

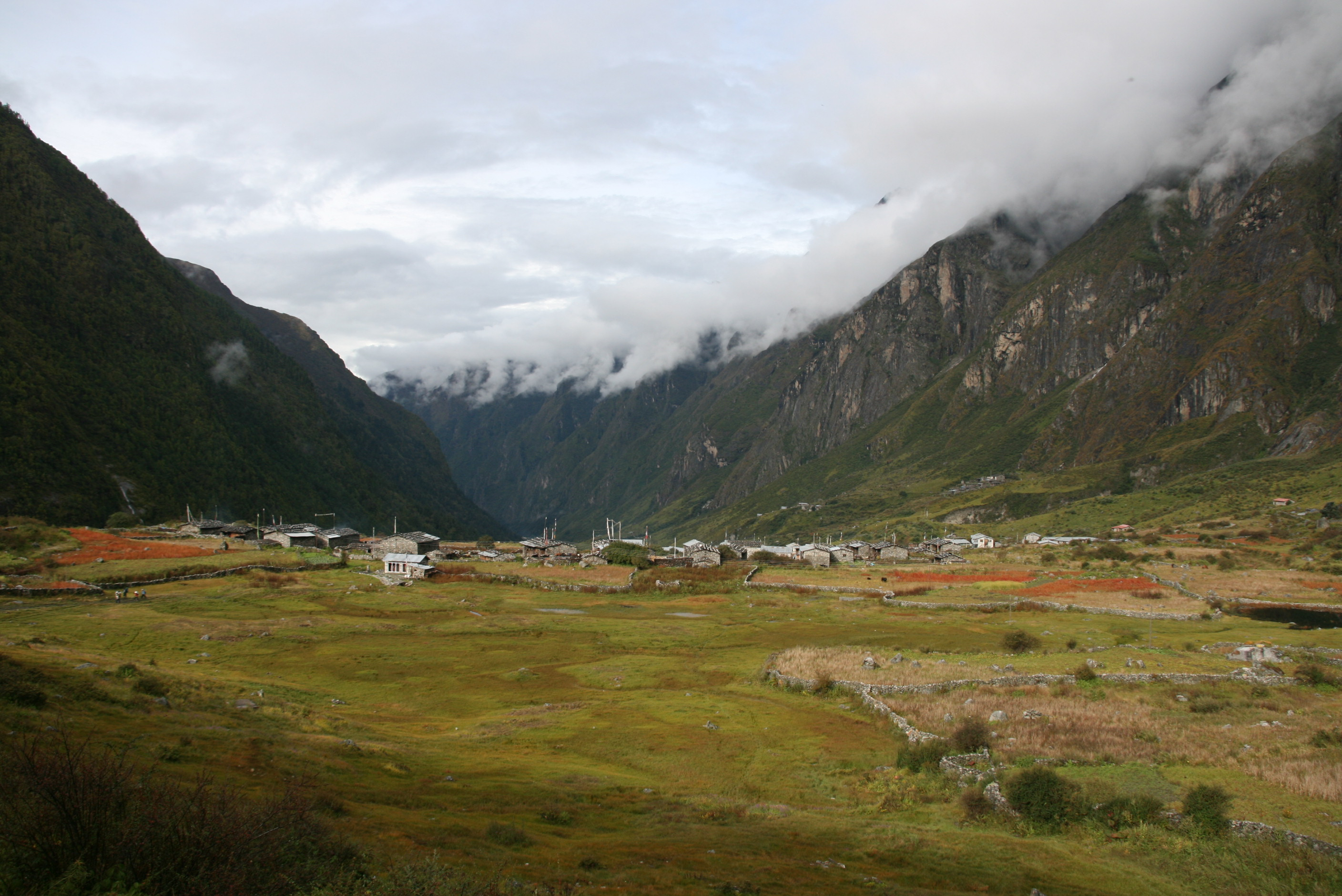
Poble de Langtang

Langtang és una regió a la serralada de l'Himàlaia de Nepal al nord de la Vall de Katmandú i al costat de frontera amb el Tibet.
El Parc Nacional de Langtang es troba a la zona. Prop de 4.500 persones viuen a l'interior del parc, i molts més depenen d'ell per a la fusta i la llenya. La majoria dels residents són Tamang.
El parc conté una gran varietat de zones climàtiques, des de la subtropical fins a l'alpina. Aproximadament el 25% del parc està cobert de boscos. Els arbres de fulla caduca inclouen el roure i l'auró, i arbres de fulla perenne com els pins, i diversos tipus de neret. La vida animal inclou l'ós negre de l'Himàlaia, el tahr de l'Himàlaia, micos Rhesus i el panda vermell comú. També hi ha històries d'albiraments del Yeti.

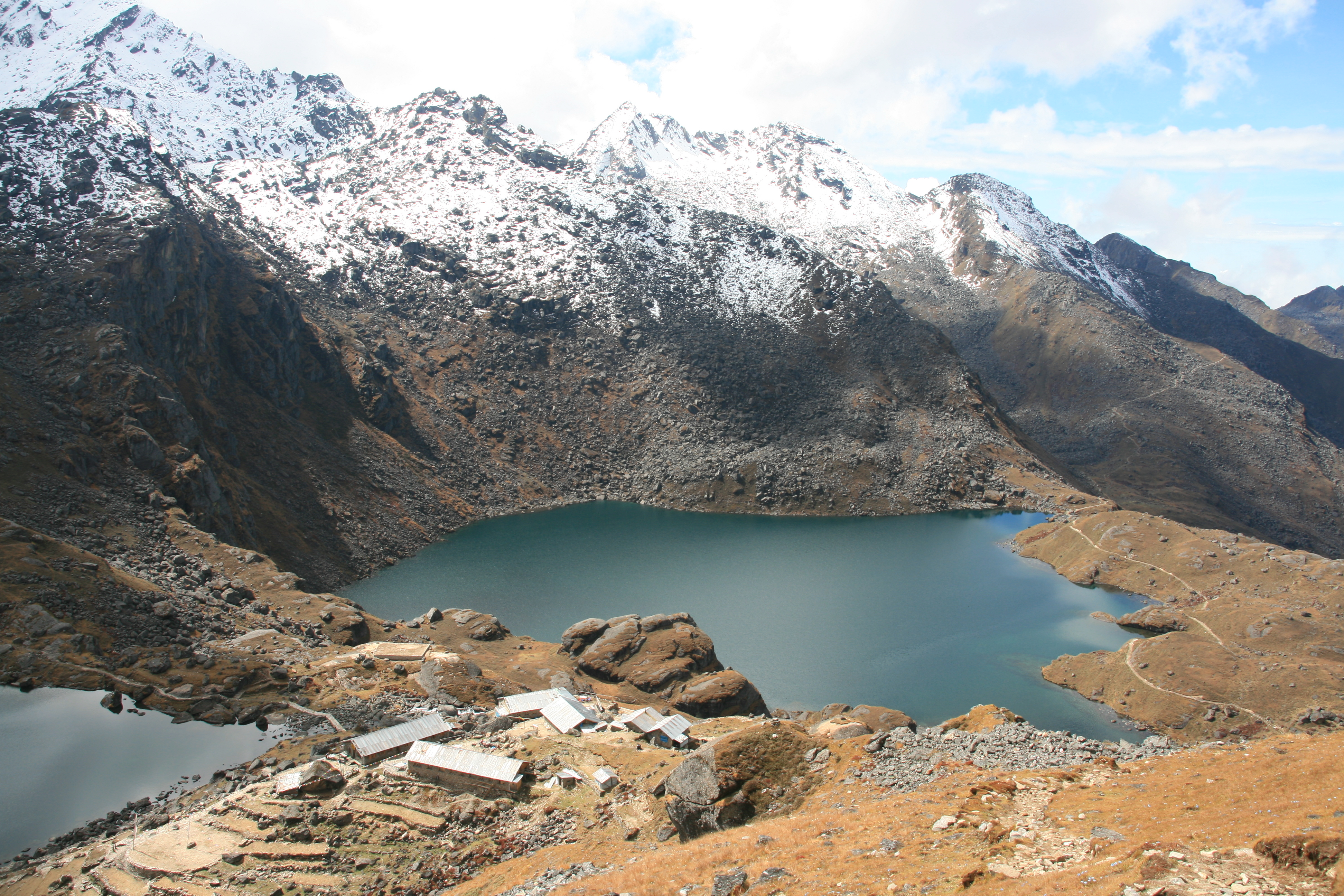
Llac Gosainkunda

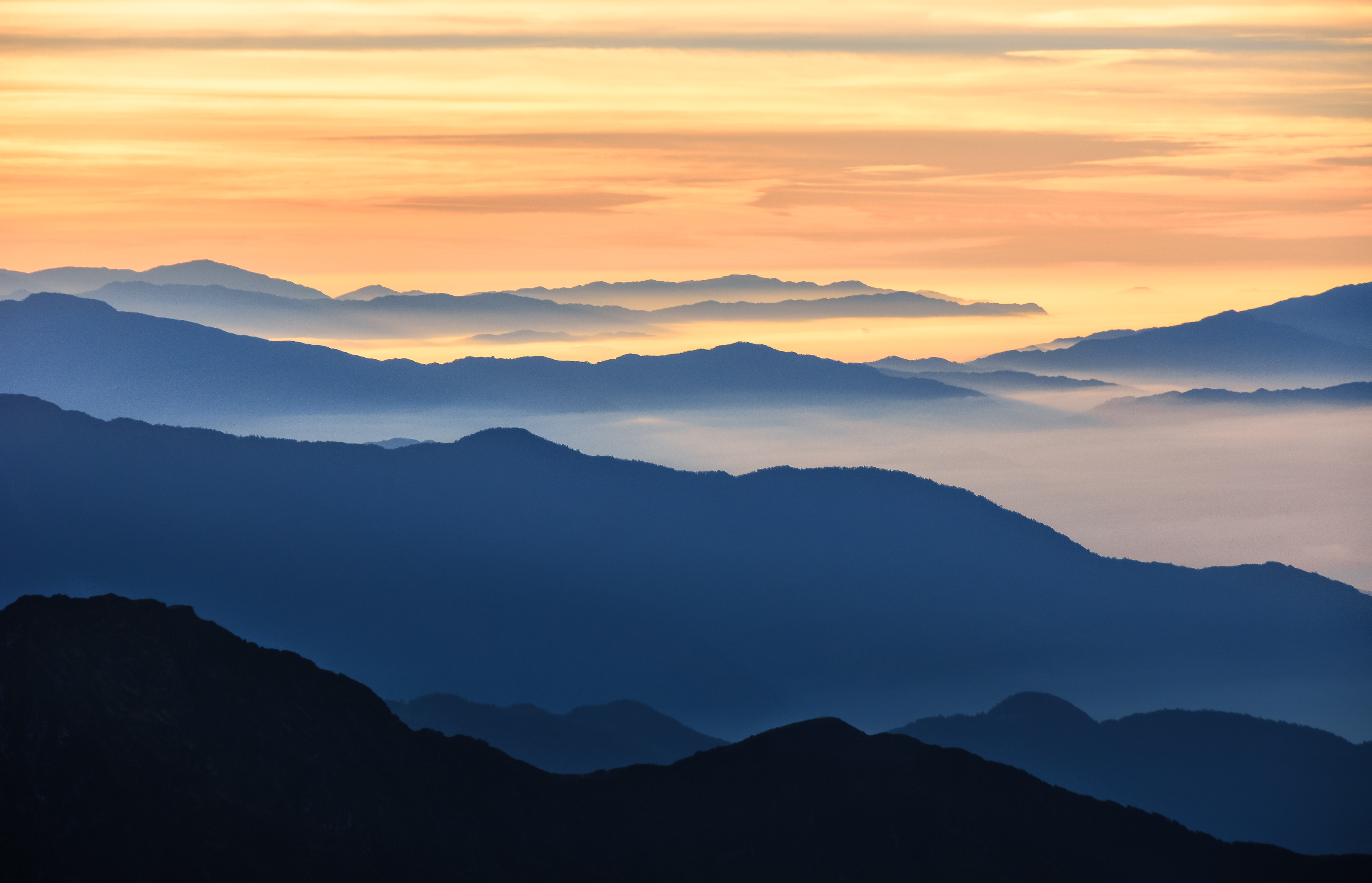
Vista de l'alba al pas de Laurebina.

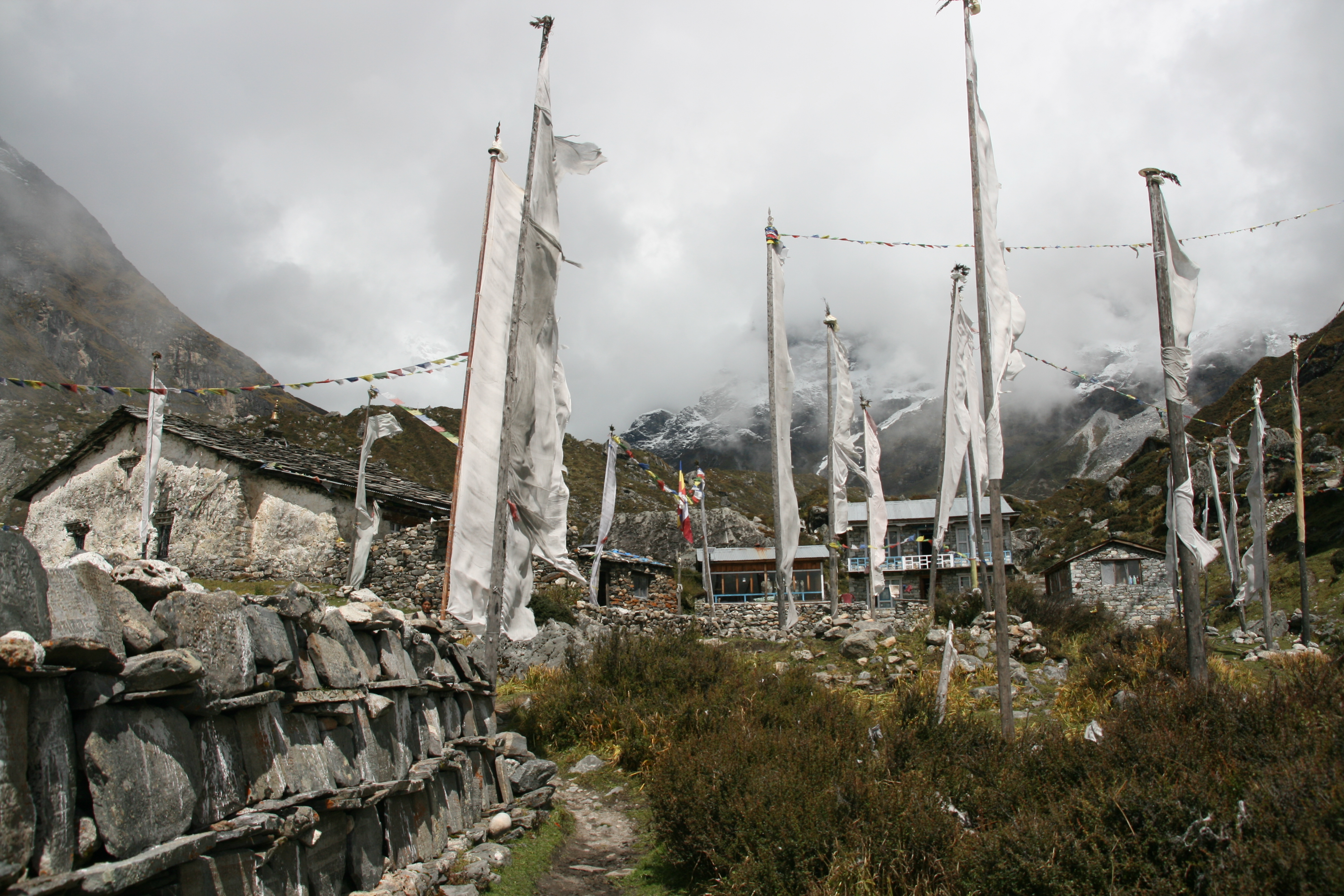
Kyanjin Gompa

El parc conté el llac Gosainkunda, sagrat pels hindús. Les peregrinacions es realitzen a l'agost. Un altre lloc espiritual és el monestir budista Kyanjin gompa.
Les activitats més populars per als turistes al parc inclouen senderisme, alpinisme i ràfting.

## Langtang Himal
Langtang Himal és una cadena muntanyosa de l'Himalàia que comprèn els següents pics:
| pic             | altura |
| --------------- | ------ |
| Langtang Lirung | 7234m  |
| Langtang Ri     | 7205m  |
| Dorje Lakpa     | 6966m  |
| Loenpo Gang     | 6979m  |
| Changbu         | 6781m  |
| Yansa Tsenji    | 6690m  |
| Kyunga Ri       | 6601m  |
| Dogpache        | 6562m  |
| Langshisha Ri   | 6427m  |
| Gangchenpo      | 6387m  |
| Morimoto        | 6150m  |
| Tsogaka         | 5846m  |
| Yala            | 5520m  |